# Schwarze Sünde
Schwarze Sünde è un mediometraggio del 1990 diretto da Danièle Huillet e Jean-Marie Straub ispirata alle opere di Friedrich Hölderlin.

## Trama
Empedocle annuncia ai suoi discepoli, Manes e Pausania, la sua volontà di suicidarsi gettandosi dentro il cratere dell'Etna.